# 莱岑 (路德维希斯卢斯特-帕尔希姆县)
莱岑（德語：Leezen）是德国梅克伦堡-前波美拉尼亚州的一个市镇，隶属于路德维希斯卢斯特-帕尔希姆县。总面积为26.44平方千米，截至2020年总人口为2230人。